# أقاليم جيبوتي

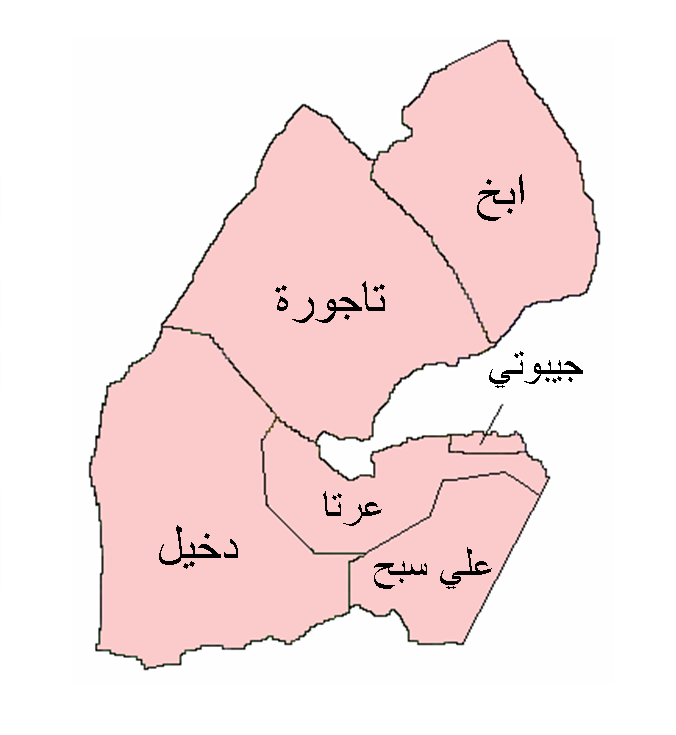
أقاليم جيبوتي الإدارية

تنقسم جيبوتي إلى ستة أقاليم. تتجمع هذه الأقاليم حول المدن الرئيسة وهي:
| الإقليم                      | المساحة (km2) | عدد السكان | عاصمة الإقليم  |
| ---------------------------- | ------------- | ---------- | -------------- |
| إقليم علي صبيح               | 2,200         | 90,005     | علي صبيح       |
| إقليم عرتا                   | 1,800         | 45,047     | عرتا           |
| إقليم دخيل                   | 7,200         | 90,023     | دخيل           |
| إقليم جيبوتي (مدينة جيبوتي ) | 200           | 604,013    | جيبوتي (مدينة) |
| إقليم أوبوك                  | 4,700         | 40,128     | أبخ            |
| إقليم تاجورة                 | 7,100         | 89,567     | تاجورة         |